# Celia Sánchez
Celia Sánchez Manduley (Media Luna, 9 maggio 1920 – L'Avana, 11 gennaio 1980) è stata una rivoluzionaria, politica e archivista cubana. È stata un membro chiave della rivoluzione cubana e una stretta collega di Fidel Castro.

## Biografia

### Primi anni di vita

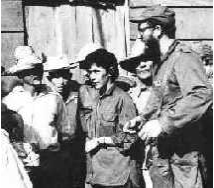
La Sánchez con Fidel Castro

Celia Sánchez nacque a Media Luna, Oriente, Cuba, ma successivamente si trasferì a Pilón, Cuba. Suo padre era un medico, il dottor Manuel Sánchez, e Celia crebbe in relativa ricchezza. Sua madre, Acacia, morì presto durante la sua infanzia. All'età di sei anni iniziò a soffrire di nevrosi. Era una di otto figli. Era molto istruita ma non frequentò mai l'università.  Dopo il liceo, aiutò continuamente il padre nella sua pratica fino a quando non iniziò a concentrarsi sulla rivoluzione cubana insieme a Fidel Castro.  L'occupazione di suo padre come medico e il lavoro con lui le fornirono una copertura e le connessioni per diventare un membro discreto del Movimento 26 luglio.

### Rivoluzione cubana
La rivoluzione cubana fu un movimento organizzato per rovesciare Fulgencio Batista . Castro ricevette aiuto dall'argentino Che Guevara, da Celia Sanchez, da Frank Pais e dal popolo cubano. La Sánchez fu una fondatrice chiave della rivoluzione cubana e considerata un'eroina che in seguito avrebbe continuato a servire in carica come segretario alla presidenza del Consiglio dei Ministri e nel Dipartimento dei Servizi del Consiglio di Stato.

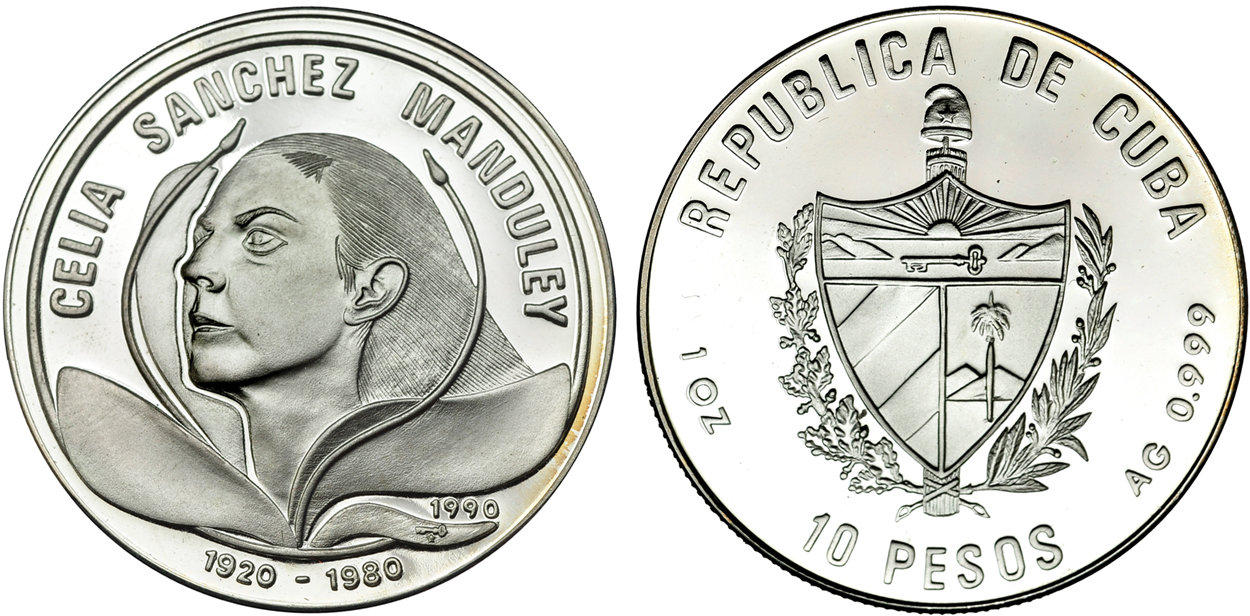
Simbolo dell'apprezzamento di Cuba a Celia Sanchez Manduley. Creato 10 anni dopo la sua morte. 1990.

Si unì alla lotta contro il governo Batista dopo il colpo di Stato del 10 marzo 1952. Fu la fondatrice del Movimento 26 luglio a Manzanillo . All'inizio cominciò come trasportatrice di armi, ma in seguito iniziò a lavorare come combattente nella Rivoluzione Cubana. È considerata la "prima guerrigliera della Sierra Maestra" poiché fu la prima donna nella rivoluzione a sparare con un'arma. Con il suo duro lavoro all'interno del movimento, diventò la prima donna a unirsi alla guerriglia e alla fine a far parte dello stato maggiore dell'esercito ribelle. Organizzò e pianificò lo sbarco del Granma oltre a fornire rinforzi all'esercito. Lavorò al fianco di Frank País e Haydée Santamaría. Insieme a Frank País, fu una delle prime donne a mettere insieme una squadra di combattimento durante la rivoluzione. Attuò le disposizioni necessarie in tutta la regione della costa sud-occidentale di Cuba per lo sbarco del Granma e fu responsabile dell'organizzazione dei rinforzi una volta sbarcati i rivoluzionari. Nel 1957, divenne la prima donna a unirsi all'esercito di guerriglia e prestò servizio come messaggera. Celia mise piccoli telegrammi all'interno di uno schizanto, così i messaggi sarebbero rimasti segreti. Come membro dello stato maggiore dell'Esercito Ribelle fornì armi a Che Guevara e ad altri ribelli, occasionalmente cibo e forniture mediche. Nel settembre 1959, inaugurò assieme a Fidel Castro il ponte di Bacunayagua, ancora oggi il più grande ponte dell'isola.

### Anni post-rivoluzione
Tra la metà e la fine degli anni '60, René Vallejo, medico di Castro dal 1958,  e Sanchez divennero i due più stretti compagni del leader cubano. Fu insignita del titolo di Segretario alla Presidenza del Consiglio dei Ministri e prestò servizio presso il Dipartimento dei Servizi del Consiglio di Stato fino alla sua morte per cancro ai polmoni nel 1980.
Celia Sánchez archiviò molti documenti, lettere e appunti della rivoluzione, che portarono alla creazione nel 1964 dell'Oficina de Asuntos Históricos del Consejo de Estado, un'istituzione per la conservazione dei documenti storici. I documenti storici all'interno dell'istituzione includevano interviste ai soldati che combatterono nella guerriglia, nonché lettere, scritti e foto. Questa raccolta di fonti primarie servì come archivio ufficiale del paese sulla Rivoluzione Cubana. Il popolo cubano conosce l'archivio come el fondo de Celia .

### Morte
Celia Sánchez morì di cancro ai polmoni l'11 gennaio 1980 durante un periodo di malcontento politico ed economico, ma la sua eredità è radicata nell'identità nazionale cubana.

## Eredità
Dopo la morte di Celia Sánchez, Fidel Castro commemorò la sua vita proclamando il suo simbolismo alla Rivoluzione. Castro dichiarò in un discorso fuori dall'ospedale Celia Sanchez Manduley dedicato a Celia Sanchez,
«Credo veramente che questa sia la miglior forma di tributo per qualcuno che dedicò se stesso al dovere, senza riposarsi neanche per un momento, senza mai dimenticare un singolo dettaglio; e io credo, sinceramente, che questo sia l'omaggio più di cuore, profondo e rivoluzionario, che si possa dare ad un compatriota che diede la sua vita per la Rivoluzione.»

— Fidel Castro su Celia Sánchez
I cubani commemorano la sua vita, grazie al suo ruolo cruciale nella rivoluzione, mettendo il suo nome a scuole, ospedali e vari centri comunitari, da Cuba allo Zimbabwe. Inoltre, gli abitanti di Manzanillo usano comunemente l'altare della Vergine Caridad del Cobra come altare nuziale che significa la dedica di Celia Sánchez alla Rivoluzione Cubana.  Il monumento rappresenta Celia Sánchez come se indossasse un vestito, rigido ed enorme, come l'abito ingioiellato indossato dalla Vergine della Caridad.
Nel Parque Lenin è stato costruito un monumento e un mausoleo di Celia Sanchez. Tuttavia, al Novembre 2014 i resti di Celia Sanchez sono sepolti nel cimitero di Colon, L'Avana. Anche il Memoriale di Celia Sánchez a Manzanillo onora il suo nome e il suo volto appare nella filigrana delle banconote in pesos cubani . Cuba continua a onorare i successi di Sánchez e, dieci anni dopo la sua morte, crearono una moneta del valore di 10 pesos.
Inoltre, la memoria di Celia ha avuto un grande impatto ben oltre il ricordo di una donna durante la rivoluzione cubana, ma piuttosto abbraccia gli standard della nuova identità nazionale cubana. Celia Sánchez aprì la strada all'idealismo per la nuova donna di Cuba mostrando le capacità delle donne nella leadership, nella cura e nel lavoro fisico.  Semplicità, modestia, femminilità, altruismo, austerità e devozione sono alcuni degli attributi chiave di Celia Sánchez; tuttavia, queste virtù personali rappresentano molto più che riferimenti a un individuo deceduto, ma rappresentano piuttosto l'incarnazione della nuova donna di Cuba.  Celia Sánchez ha rivelato alla società cubana che le donne sono in grado di bilanciare il lavoro fisico con la cura, la forza con la femminilità e la leadership con la modestia, che era una nuance durante un periodo di divisione di genere.
Diverse varietà di banconote cubane raffigurano Celia Sanchez come elemento di sicurezza della filigrana.